# Wnt1
Wnt1 est une protéine de la famille Wnt codée par le gène Wnt1.

## Structure
Il s'agit d'une glycoprotéine dont le gène se situe sur le chromosome 12 humain.

## Rôles
Elle intervient dans le développement du cerveau du fœtus et a un rôle dans le développement de certains cancers chez la souris par sa forme soluble. 

## En médecine
Une mutation du gène peut entrainer une forme récessive d'ostéogenèse imparfaite ou une ostéoporose familiale précoce.